# Z99/Z100次列車
Z99/100次列车是中國直轄市上海与广东省广州市的直達特快旅客列车，来往上海站及广州白云站，现由中国铁路上海局集团有限公司上海客运段沪港车队负责客运任务。全程距离1,805公里，其中上海站至广州白云站运行16小时26分，使用车次为Z99次；广州白云站至上海站运行16小时32分，使用车次为Z100次。
列车于1997年5月19日至2020年间隔日跨境进入香港，运行区间上海站——红磡站，被称为滬九直通車，为服务内地和香港特別行政區的直通客运列车路线之一。滬九直通車在中国大陆经由沪昆铁路、京广铁路及广深铁路运行，沿途途经浙江、江西、湖南和广东四省，中途停靠金华站，技术经停鹰潭站和株洲站，全程距离1,991公里。滬九列車曾多次獲得上海鐵路局“示范列車”、全國鐵路“紅旗列車”、上海團市委“共青團號”、上海市总工会“红旗文明岗”等稱號。列车开行20年来，共安全运行逾7200趟、1380万公里，输送旅客超过172万人次，在2008年年载客量更首次突破12万人次。
由于新冠疫情，至香港的城际直通车服务自2020年1月底起暂停，即使到2022年解除防疫管制后，对应列车车次仅恢复至广州东的区间，直到2024年6月，来往上海和香港之间的跨境普速列车服务正式改由高铁动卧列车服务取代。

## 历史

### 计划

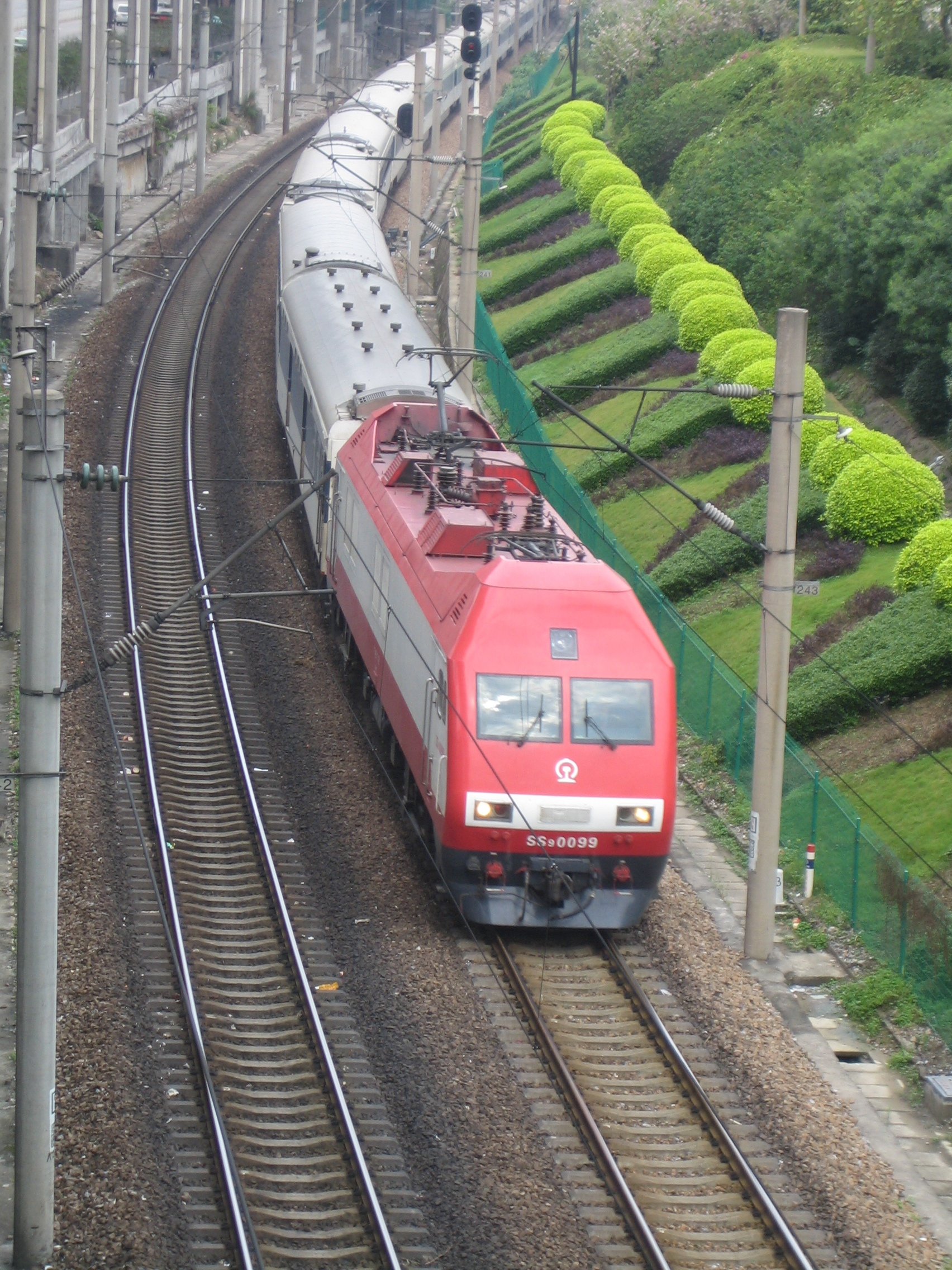
配属广州机务段的韶山9G型电力机车第0099号牵引T99次列车接近广州东站（摄于2008年）

1980年代至1990年代初，上海铁路局曾先后3次向铁道部请示，要求开行上海至香港九龙的直通旅客列车，终因当时铁路运能紧张而被搁置。1995年7月27日，上海铁路局就开行沪港直通旅客列车专门向铁道部写了调研报告，从分析当时该局上海到广州、南京到广州、杭州到广州3趟旅客列车的客流情况着手，提出尽快开行沪港直通旅客列车的必要性。数据显示，当时由上海至香港的年客流量已达120万人次，其中67万人次通过航空运送，尚有53万人次需要铁路运送。
1996年7月，因應香港主權即將移交至中國，市場需求及中國内地到訪香港人數增加，两地交流频繁，开行沪港直通车的计划被上海铁路局上报中华人民共和国铁道部。同月，上海市人民政府向铁道部发出了关于请求开行上海至九龙特快旅客列车的公函 。1996年8月铁道部专门成立了工作组，与香港九广铁路公司多次商谈。同年12月，时任香港九广铁路公司主席杨启彦和上海铁路局局长邓金华在上海签署了《上海—九龙直通旅客列车办法》文件，随后双方又就列车编组、运行时间、行包托运和售票方法、票价等有关问题达成了一致意见。
1997年3月26日，时任铁道部部长韩杼滨签发了《关于开行北京、上海—九龙直通旅客列车有关问题的请示》，并正式呈报国务院。国务院迅速批准方案，并要求上海铁路局全力以赴，确保在1997年7月1日香港回归之前开沪港直通旅客列车。1997年5月11日沪九直通车在上海至九龙间进行首次全程试运行。

### 开行
籌辦歷時一年的京九直通車及滬九直通車由1997年5月19日起投入服務。当日上午，铁道部党组副书记、副部长孙永福，上海市副市长夏克强和香港九廣铁路公司代表及社会各界代表400余人参加了在上海站举行的开行庆典仪式。时任铁道部副部长孙永福和上海市副市长夏克强将列车牌授给列车长，并为沪九直通车首发剪彩。上午8时04分，首班沪九直通车由上海火车站发车。滬九直通車由上海鐵路局上海列車段（今上海客运段）擔當，車次為99／100次，採用當時最新型的高質量25K型客車，列车编组16节（其中3节至广州东站回转），載客448人。當時列車會停靠东莞站（现常平站）約一個小時，乘客須擕帶所有行李，在該站辦理內地出入境手續。除了常平站，當時列車還停靠廣州東、廣州、韶关、郴州、衡陽、株洲、向塘、鹰潭、金华西、杭州东等12个車站。運行時間上行為28.42小時（15:00至翌日20:18），下行為29.06小時（08:04至翌日13:10）。滬九直通車目標客源是有空閒時間並有興趣沿途旅遊人士，當時全程硬臥、軟臥及高包的正價票價分別為港幣627、825及1039元，收益按比例分賬，列車只需百分之六十的上座率九廣鐵路公司就可達到收支平衡。值得一提的是，尽管京九直通车由原47/48次列车演变而来，但沪九直通车完全是当时新增的列车，与传统意义上的沪广特快49/50次列车并无关系。

### K99/100次列车

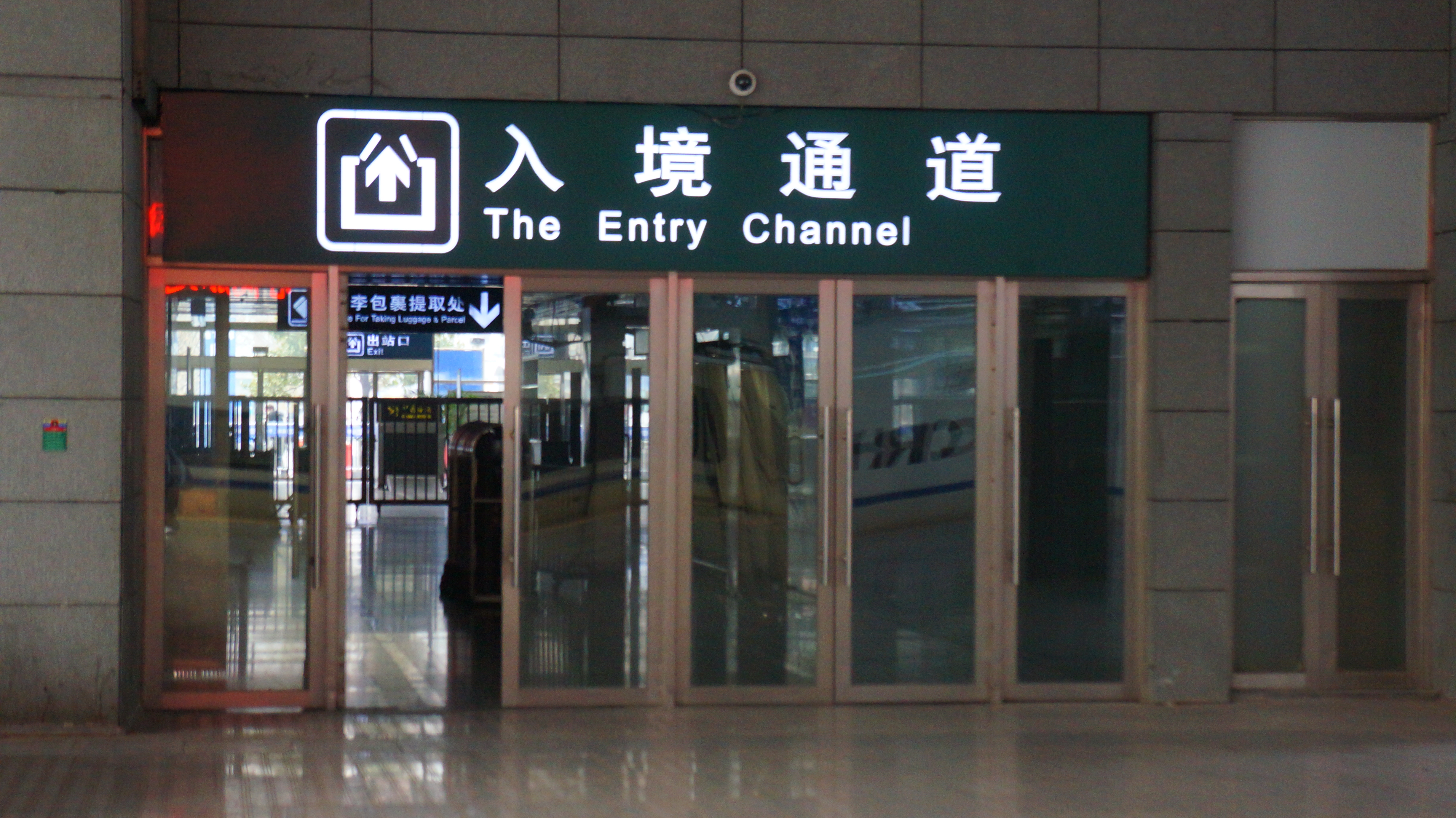
2003年10月起，沪九直通车的乘客只需在上海站的出境大厅即可办理清关手续

2001年10月21日：全国铁路实施第四次大提速，車次更改為K99（下行）及K100（上行）。
根据国家质检总局、铁道部、公安部、 海关总署四个部委决定，沪九直通列车旅客及其行李物品办理出入境手续程序于2003年9月1日开始，由原来的东莞常平口岸办理改为在列车运行在广州东站至深圳站区间途中办理出入境手续。广州东站海关、天河出入境边防检查站以及天河出入境检验检疫局等出入境查验单位人员会在广州东站或深圳站上车，在广深线运行途中为旅客办理手续。列車不停靠東莞站，进出境旅客无需下车即可办理有关进出境手续，节约了近一个多小时的时间。
2003年10月1日︰上海站出入境大堂啟用，乘客只需在始發站及終到站辦理出入境手續，于9月开始执行的过渡性方案取消。同時取消杭州東、鷹潭、衡陽、郴州、韶關的停站及客運業務，運行時間縮短至25小時。 
2004年1月某天，由韶山9型电力机车牵引的沪九直通车（K100次）运行至京广线白石渡站附近时，机车出现故障并机破，随后由韶关机务段由坪石站调度一台韶山6B型电力机车救援，牵引列车继续北上，沿途停靠郴州站、衡阳站，并晚点数小时到达株洲站。
2004年11月11日起，至2006年9月期間，受浙贛線電氣化提速改造工程影響，滬港直通車全程運行時間延長了三小時。
2006年7月29日，中铁快运股份有限公司开始与上海铁路局、九广铁路公司合作，利用沪九直通车的行李车空余运能，开办上海至香港的包裹运输业务，并由中铁快运成立“K99/100次项目管理工作小组”进行管理。
2006年10月起，沪港直通车执行向个人和家庭旅客打折的票价优惠。同时购买旺季来回程车票可享九折优惠，而淡季可有八折优惠。单程票在淡季时也有九折优惠（淡旺季的界定按港铁和上海铁路局公布为准）。

### T99/100次列车

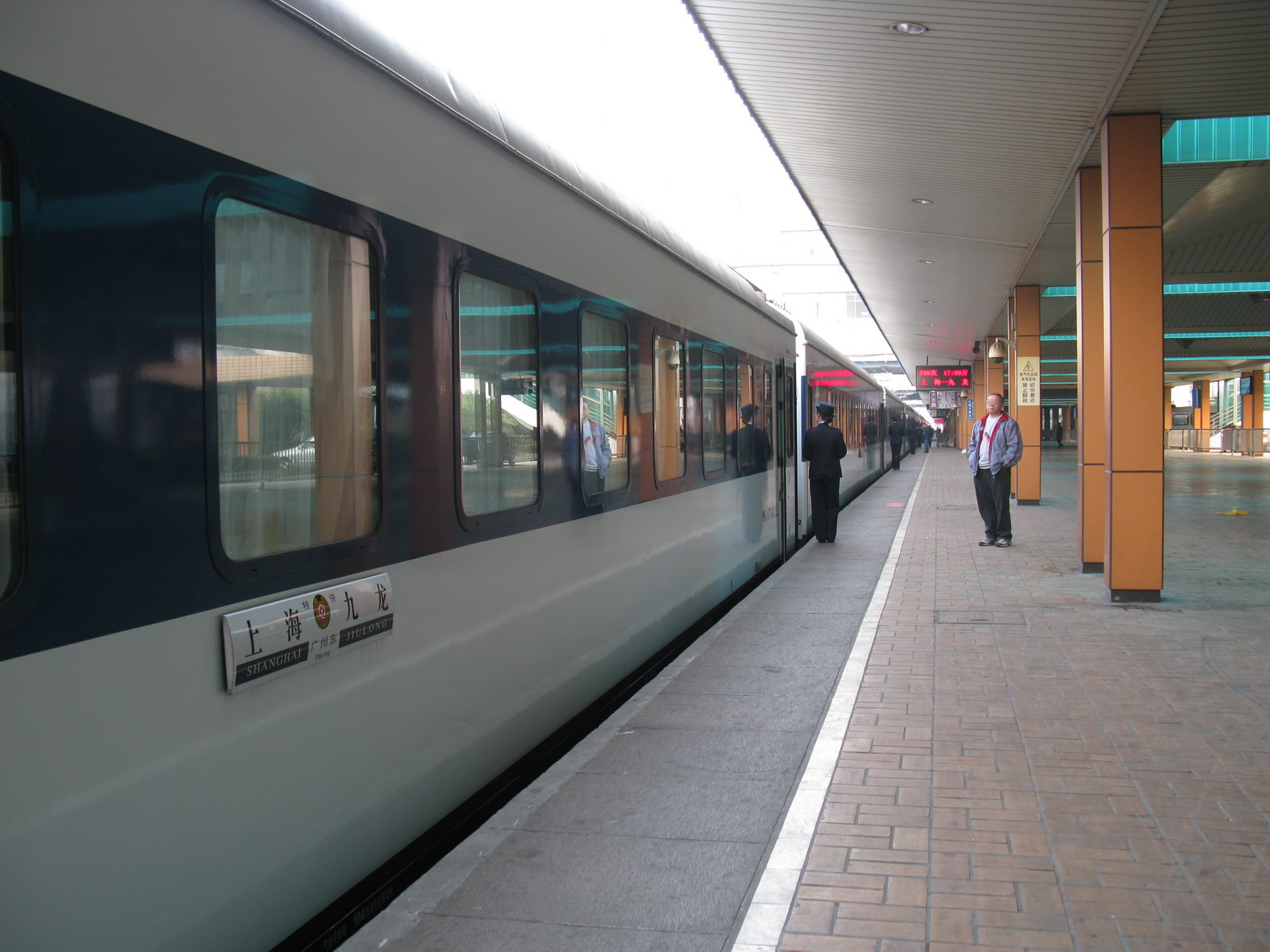
2008年，T99次列车在上海站一站台等待发车

2007年4月18日全国铁路第六次大提速實行，列車等級由「快速」提升為「特快」，車次更改為T99（下行）及T100（上行）。滬九直通車行車時間由約24小時縮短至約20小時。2008年1月沪九直通车更换车体提升车厢等级，改用最高时速可达160公里的25T型客車（南京浦镇车辆厂2007年新造）。同时调整了机车交路，並在廣深鐵路使用韶山8型電力機車作為廣九段使用電力機車，時速140km（第3-4線）。
2008年1月31日，受中国雪灾影响，一班原定于1月28日抵沪的T100次列车，于当天凌晨2时06分抵达上海站。晚点63小时58分钟，为沪九直通车自1997年开通以来，时间最长的一次晚点。
2009年7月1日，铁道部实行新运行图，滬九直通车在滬昆線上按直達特快級別（最高速度160km/h）排點，全程时间縮短到18小時45分钟。
2010年5月15日，由于2010年上海世博会的举行，随着香港大型旅行团参观上海世博会和内地居民港澳游双向旅游热潮的掀起，沪九直通车开始增加编组，增挂一节硬卧车厢（车厢号为“加1”，位于2号与3号车厢之间），列车滿員載客增加到了478人，以满足出入境旅客的需求。
2010年5月23日，受沪昆线K859次列車脫線事故影响，沪九直通车发生继2008年雪灾之后的另一次严重晚点，当日途经该路段的T100次沪九直通车停靠江西新余站，后改道经京九线、铜九线、宁铜线、皖赣线及宣杭线运行，并临时调整了机车交路，韶山9G型电力机车在南昌站摘挂，换挂南昌机务段的东风4D型柴油机车及东风11G型内燃机车双机牵引。列车最终在5月24日凌晨1时50分抵达上海站，晚点15小時42分钟。而沪昆线脱轨事故亦導致23日從上海開往香港的T99次，以及24日从香港开往上海的T100次直通車延誤。其中原定于23日晚上6点24分由上海发车的T99次列车，延迟至24日早上五點发车，并于当日晚上11点35分到达紅磡站；而原定24日下午由紅磡发车的T100次，延迟至25日凌晨12点25分出发。
2011年開始，滬九直通車正式加掛2節車廂（即現在第7卡車廂：硬臥車）及（即是第10卡車廂：軟臥車），可以香港段載有客量478人。
2014年9月1日，上海站的滬港專用候車室（1号候车室）啟用，所有檢票、清关等程序都于该候車室内進行，取代之前设在南广场西侧门的专用进站口。

### Z99/100次列车

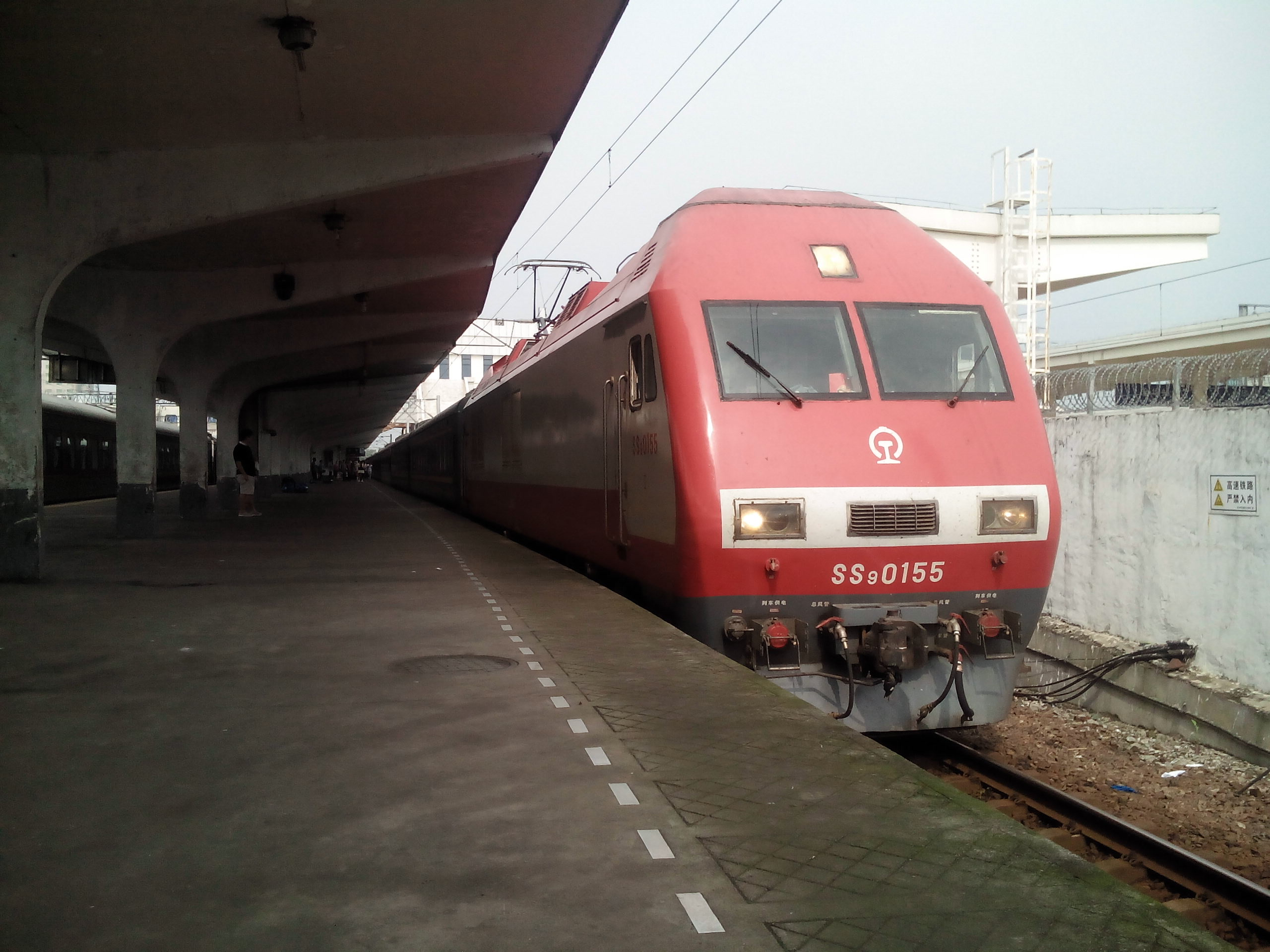
配属上海机务段(沪)的韶山9G型电力机车第0155号牵引Z100次列车停靠金华站（2015年）

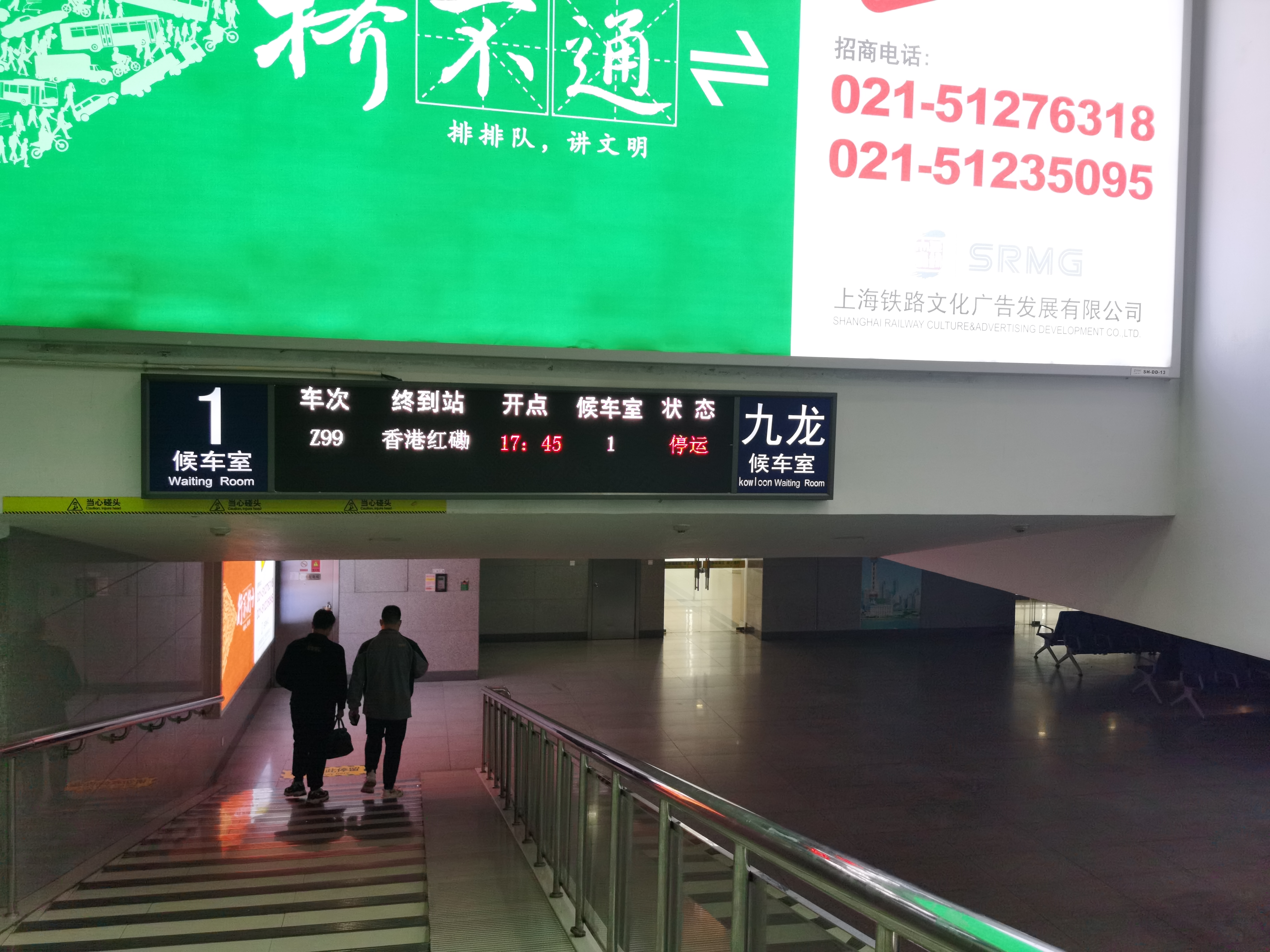
因2019冠状病毒病疫情，沪九直通车停运，上海站1号候车室处于空闲状态

2014年12月10日起，T99/100次改為直達特快車次，車次改為Z99/100次，並在北行/南行行車時間加了1小時。时刻调整后Z100次列車运行时间約19小時22分鐘，Z99次列車約19小時16分鐘。
2016年1月28日起，持51个国家护照的旅客搭乘滬九直通車，并提供144小时内确定日期、座位前往第三国（地区）的联程客票，且从上海铁路口岸（上海火车站）入境或出境的，可在上海市、江苏省、浙江省行政区域内免签停留144小时。
2016年5月15日全國鐵路實行新運圖，由上海站出發的Z99次改為17:45開車，到達上海站的Z100次推遲15分鐘，10:37到達（7月1日零時生效），並同時北行行車時間加了1小時，約19小時22分鐘（Z100次）、19小時09分鐘（Z99次），中途停站不變、票價不變。
2017年2月28日-2019年1月4日，因金华站普速场将进行改造工程，为保障乘降旅客安全，Z99/Z100次列車將暫時不停靠金華站。
2019年4月1日起，中國鐵路總公司把「九龍站」更名為「香港紅磡站」，城際直通車車票上的列印名稱由「紅磡（九龍）」改為「香港紅磡」。
2019年9月17日，受港鐵東鐵綫紅磡站列車出軌事故影響，導致Z99/100次臨時要改為廣州東站終到/始發。
受香港反對逃犯條例修訂草案示威影响，2019年10月6日、11月11日、11月13日香港红磡终到始发的Z99/100次列车臨時更改為廣州東站終到/始發。
2020年1月28日，香港政府鑑於2019冠状病毒病疫情在中国大陆擴散，宣佈關閉包括香港紅磡站在內的若干個跨境口岸。滬九直通車的进港班次于1月30日起停运，已購票乘客可獲無條件退款。
2021年10月20日起，因株洲站改造，Z99/100次列车不再于株洲站办理客运业务，但仍办理技术作业。
2022年8月9日，因广州铁路枢纽广州白云站施工，Z99/100次列车广州北—广州东区间由原京广线、广深线改经由广石线、广深线运行，车次改为Z697/696次(上行) 、Z695/Z698次(下行) 。2022年10月11日起取消金华站旅客乘降，增加杭州南站办客。2023年7月1日调图后改回在金华站办客，取消杭州南站旅客乘降，车次改回Z99/100次。
2024年4月15日起，Z99/Z100次列车运行区间调整为上海-广州。
2024年6月4日，国務院宣布原有的滬九直通車、京九直通车普速列车服务改由高铁动卧列车代替，原有至香港的城际直通车普速列车服务正式结束。2024年6月15日，原往來深圳北站的D907/908次动卧列车延至香港西九龍站，沪港普速直通车服务被D907/908次实质上取代。同年7月5日，国务院批准关闭上海站城际直通车口岸，海关总署7月31日发布正式公告关闭该口岸。香港入境处亦在同日关闭红磡站内的管制站。
2025年7月1日起，Z99/100次列车调整至广州白云站始发终到，并恢复停靠杭州南站。

## 列车编组
由1997年至2007年末，沪九直通车一直采用25K型客車，也是最早采用25K型客车作为列车车体的列车之一，而事实上25K型客车也是按京九、沪九直通车的运行需要而研制，一度代表着中国铁路客运的最高水平。当时的沪九直通车全列共17节车厢，包括高级包厢軟臥车（高包）、軟臥车、硬臥车、餐車、行李車及空调发电车。
沪九直通车列车编组（1997年6月—2007年12月）
| 车厢编号 | 1                                                  | 2                                                  | 3－6                                               | 7－9                                               | 10                                                 | 11                                                 | 12-14                                           | 15                                              | 16                                              | 17                                              |
| 车型     | KD25K 空调发电车                                   | YW25K 硬卧车 （宿营车）                            | YW25K 硬卧车                                       | RW25K 软卧车                                       | RW19K 高级软卧车 （高包）                          | CA25K 餐车                                         | YW25K 硬卧车                                    | YZ25K 硬座车                                    | YW25K 硬卧车 （宿营车）                         | XL25K 行李车                                    |
| 备注     | 1—11号车厢可以进入香港红磡站（Z99／100次直通车段） | 1—11号车厢可以进入香港红磡站（Z99／100次直通车段） | 1—11号车厢可以进入香港红磡站（Z99／100次直通车段） | 1—11号车厢可以进入香港红磡站（Z99／100次直通车段） | 1—11号车厢可以进入香港红磡站（Z99／100次直通车段） | 1—11号车厢可以进入香港红磡站（Z99／100次直通车段） | 12—17号车厢只能到达广州东站（Z99／100次内地段） | 12—17号车厢只能到达广州东站（Z99／100次内地段） | 12—17号车厢只能到达广州东站（Z99／100次内地段） | 12—17号车厢只能到达广州东站（Z99／100次内地段） |
| 配属     | 上局沪段（沪）                                     | 上局沪段（沪）                                     | 上局沪段（沪）                                     | 上局沪段（沪）                                     | 上局沪段（沪）                                     | 上局沪段（沪）                                     | 上局沪段（沪）                                  | 上局沪段（沪）                                  | 上局沪段（沪）                                  | 上局沪段（沪）                                  |

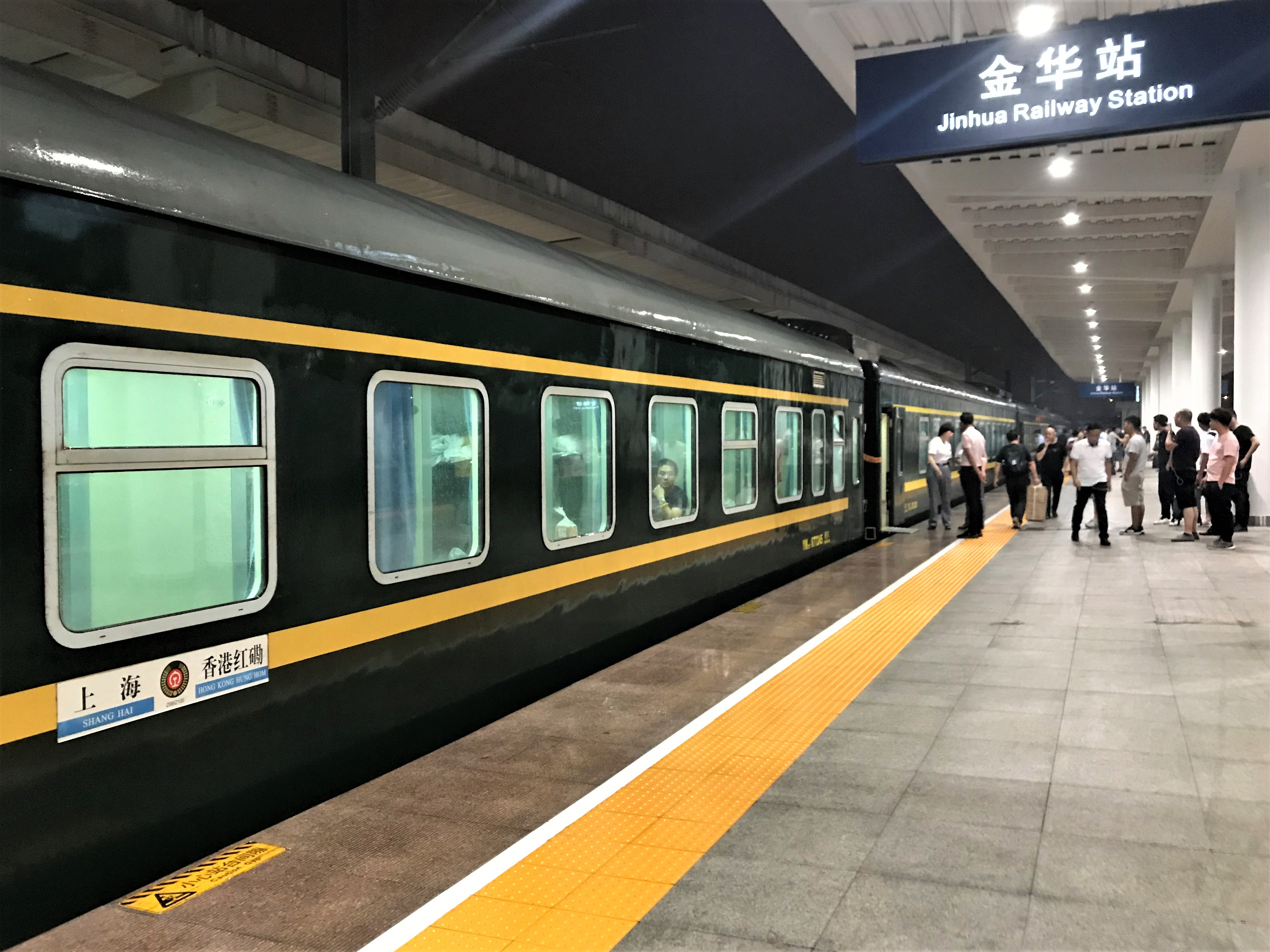
Z99次列车停靠金华站

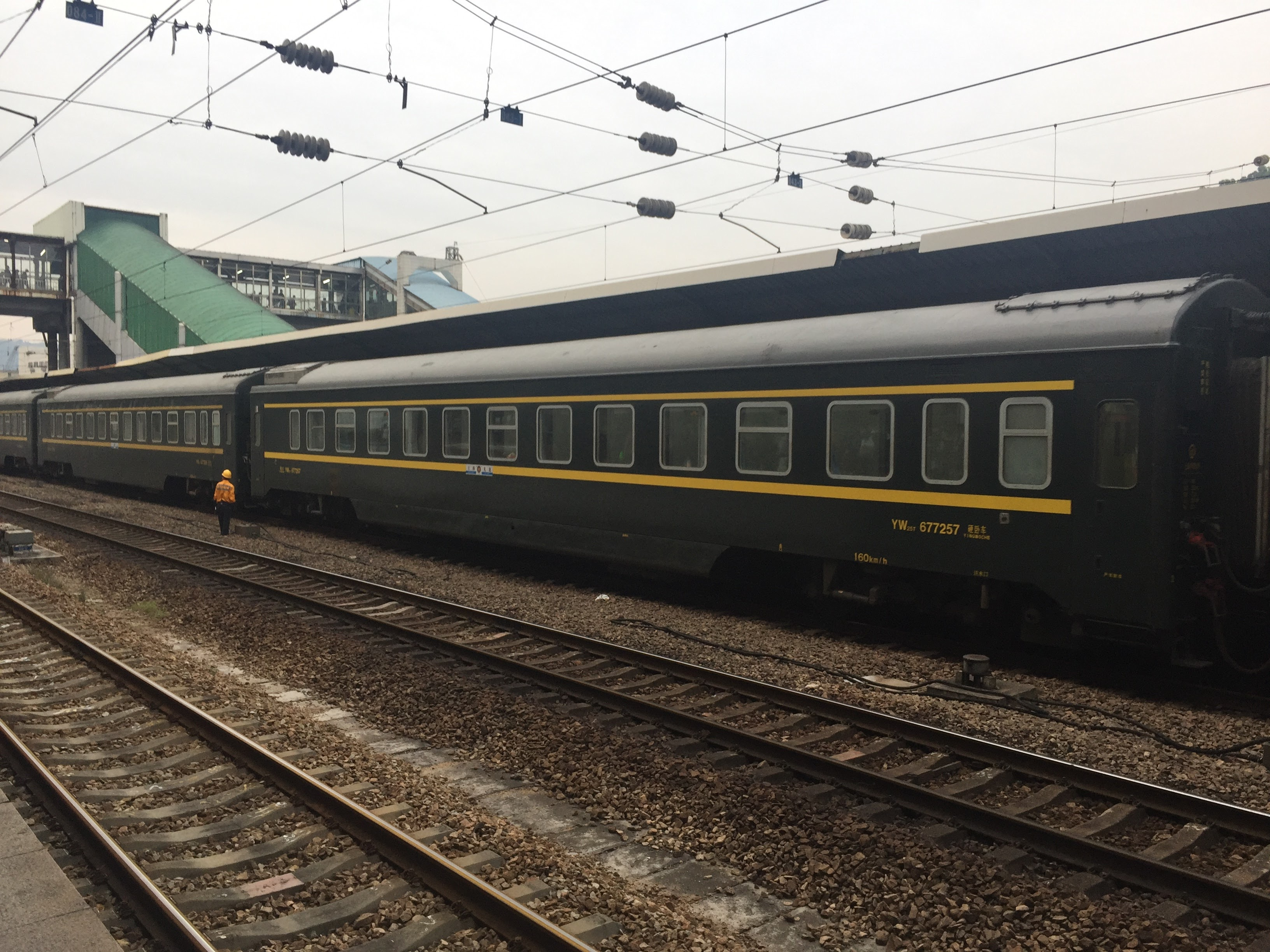
Z100次列车正在停靠廣州東站6站台

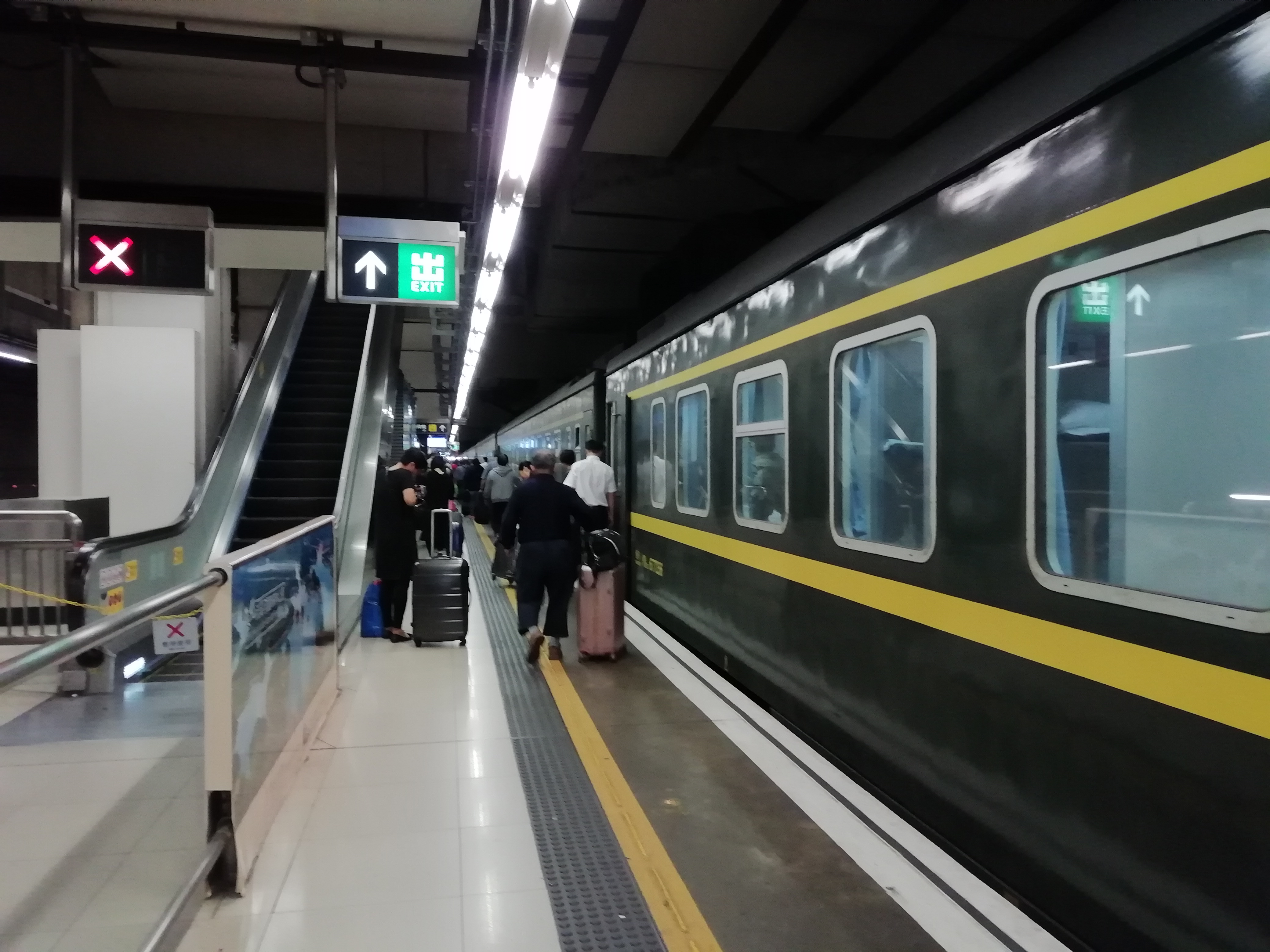
抵达红磡站的Z99次列车

2008年1月1日起，滬九直通車开始採用25T型客車，設有高级軟臥车（高包）、軟臥车、硬臥车，另有餐車及行李車。进入香港的Z99/Z100次列車共有10节车厢，包括5辆硬臥车、2辆軟臥车、1辆高包车、1辆餐车及1辆行李车，共載客478人。而后面的7节车厢为上海－广州东的Z99/Z100次，会在广州东站与进港的10节车厢连接（上行）或摘挂（下行）。而列车在抵达株洲站后会有一次换向。
在2011年開始，加掛2節車廂，也就是现在的7号车厢（硬卧车）和10号车厢（软卧车）。2019年，将直通段的2卡車（一节硬卧、一节软卧）编至在內地段。
| 车厢编号 | 1                                                   | 2-6                                                 | 7-8                                                 | 9                                                   | 10                                                  | 11-14                                            | 15-17                                            | 18                                               | 19                                               |
| 车型     | XL25T 行李车                                        | YW25T 硬卧车 （2车为宿营车）                        | RW25T 软卧车                                        | RW19T 高级软卧车 （高包）                           | CA25T 餐车                                          | YW25T 硬卧车                                     | YZ25T 硬座车                                     | RW25T 软卧车                                     | YW25T 硬卧车 （宿营）                            |
| 备注     | 1—10号车厢可以进入香港红磡站（Z99／Z100次直通车段） | 1—10号车厢可以进入香港红磡站（Z99／Z100次直通车段） | 1—10号车厢可以进入香港红磡站（Z99／Z100次直通车段） | 1—10号车厢可以进入香港红磡站（Z99／Z100次直通车段） | 1—10号车厢可以进入香港红磡站（Z99／Z100次直通车段） | 11—19号车厢只能到达广州东站（Z99／Z100次内地段） | 11—19号车厢只能到达广州东站（Z99／Z100次内地段） | 11—19号车厢只能到达广州东站（Z99／Z100次内地段） | 11—19号车厢只能到达广州东站（Z99／Z100次内地段） |
| 配属     | 上局沪段（沪）                                      | 上局沪段（沪）                                      | 上局沪段（沪）                                      | 上局沪段（沪）                                      | 上局沪段（沪）                                      | 上局沪段（沪）                                   | 上局沪段（沪）                                   | 上局沪段（沪）                                   | 上局沪段（沪）                                   |

终到广州东站的车组编组如下：
| 车厢编号 | 1              | 2-8            | 9              | 10             | 11-16          | 17-18          | 19                    |                |
| 车型     | XL25T 行李车   | YW25T 硬卧车   | RW25T 软卧车   | CA25T 餐车     | YW25T 硬卧车   | YZ25T 硬座车   | YW25T 硬卧车 （宿营） |                |
| 配属     | 上局沪段（沪） | 上局沪段（沪） | 上局沪段（沪） | 上局沪段（沪） | 上局沪段（沪） | 上局沪段（沪） | 上局沪段（沪）        | 上局沪段（沪） |

### 列车设施及服务
滬九直通車开行初期，车上条件并不算好。后来，为了给两地旅客有着更好的体验，沪港列车不断升级服务体验，目前已成为中国设施相对较好的列车之一。滬九直通車的硬卧，初期为全开放式，后改成半封闭式，同时改装全车座位空间，从而增加残障人士使用卫生间的便利。车厢设有两人包间的高級軟臥，配备卫生间，还有沙发、电视等设施。此外，列车还为旅客免费提供衣架、保险箱，部分包间增设独立卫生间。2016年起，列车加装了WiFi接收器，实现了WiFi全覆盖。
作为跨境列车，列车餐车原材料为国境口岸卫生许可的监管范畴，同时供应商须受上海海关备案管理。为了顾及沪港两地的旅客，列车上提供的菜肴以上海本帮菜和港式菜系为主，并融合了其他地方特色风味，同时根据季节特点，推出了春夏秋冬时令菜谱。车上提供的菜肴包括水晶虾仁、东坡肉、西湖醋鱼、干烧鲈鱼等，其中水晶虾仁的价格为58元人民币，自开行以来价格从未变动。而在进港班次开行期间，内地段车厢旅客的餐飲服务亦会由乘务员推车供应。
由于列车70％以上的旅客为港澳台及海外旅客（尤为母语为粤语的旅客），因此列车刚开通时，就有不少乘务员参加了粤语学习班。目前车队设立了4个包乘组，职工171名，乘务员都是经过层层培训、考试“过筛”后选拔上岗的，平均年龄29周岁，均具备英语、粤语、普通话三种语言会话能力。

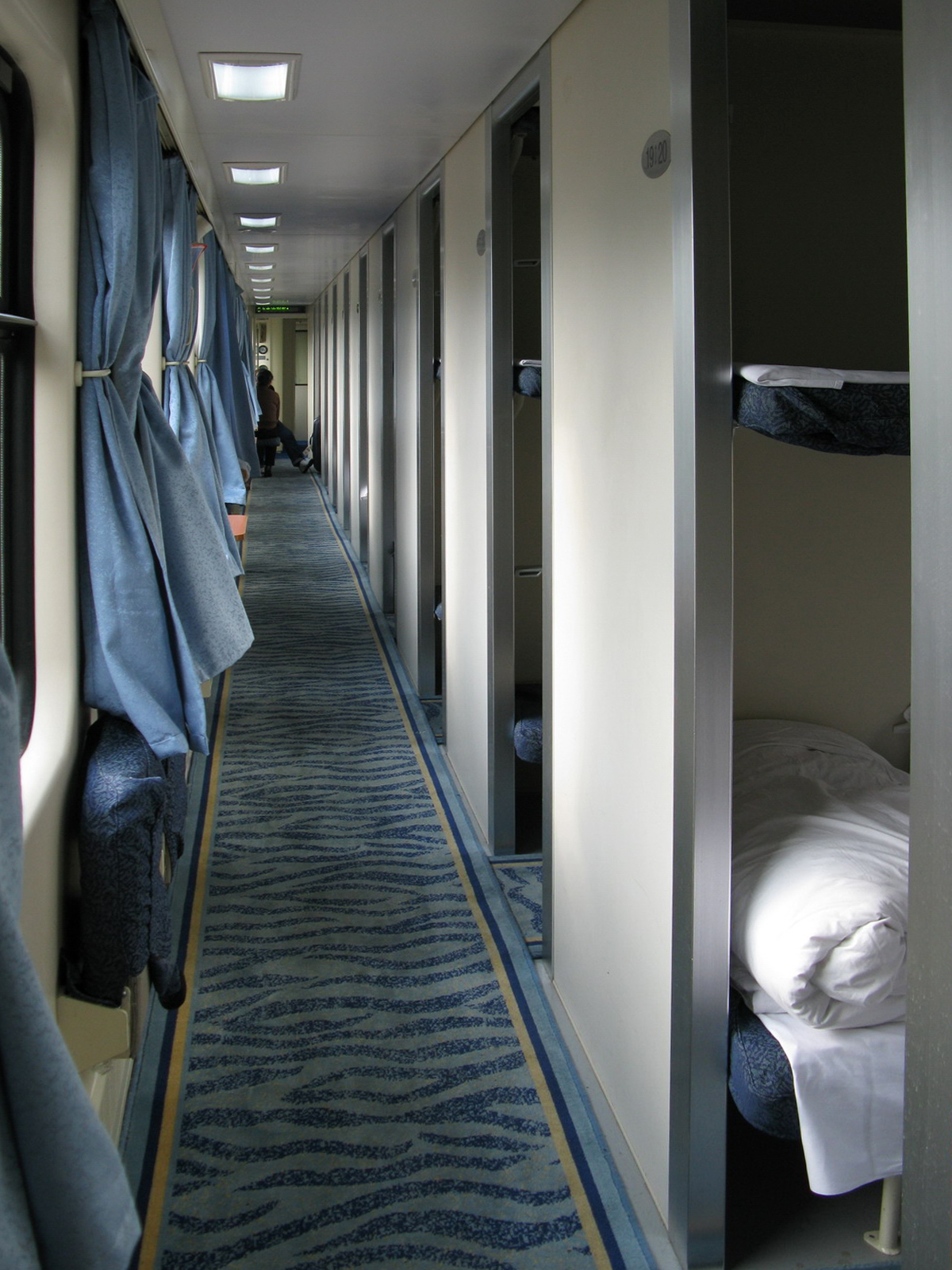
沪九直通车25T型硬臥车廂
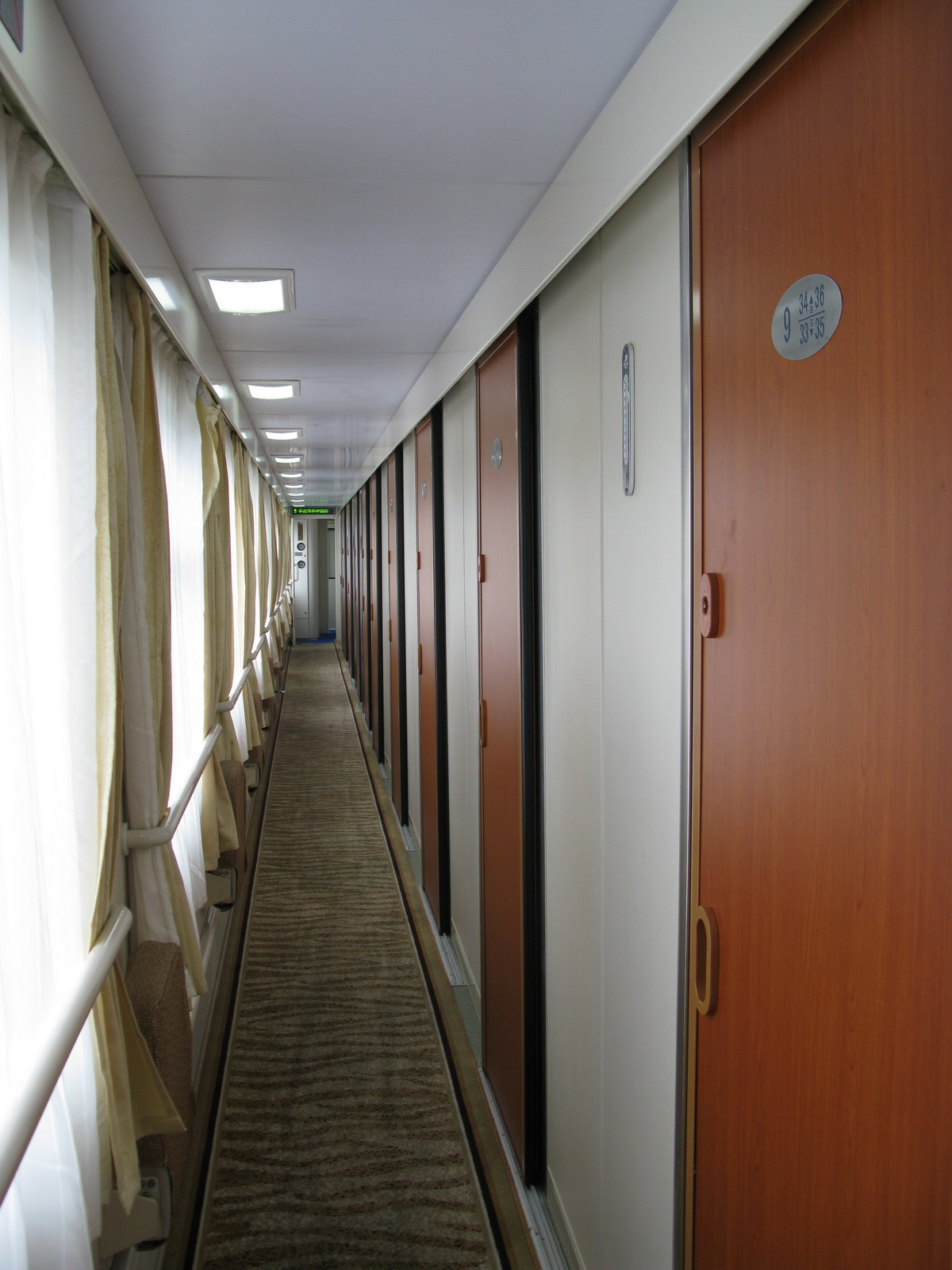
沪九直通车25T型软臥车廂
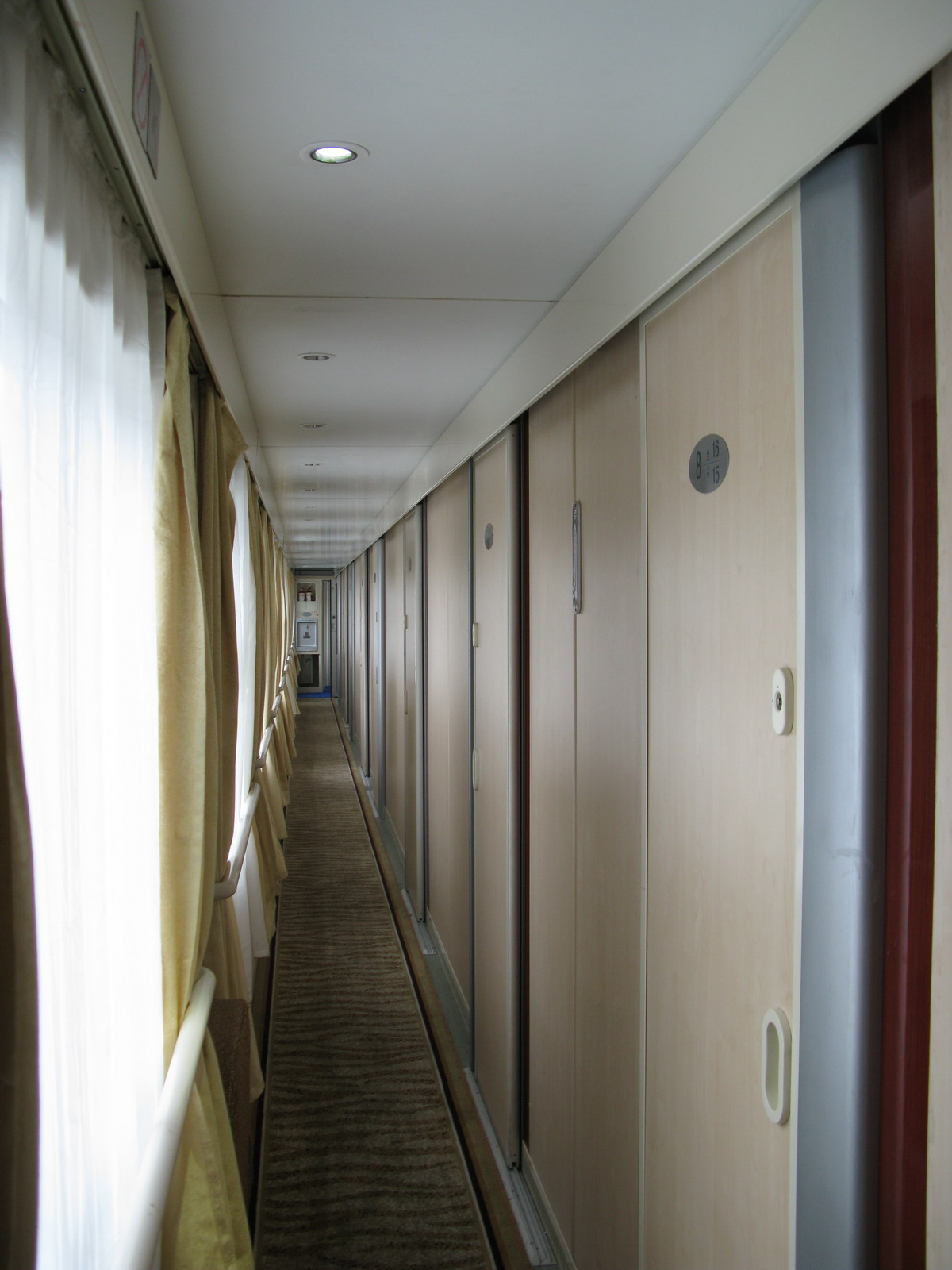
沪九直通车19T型高包车廂
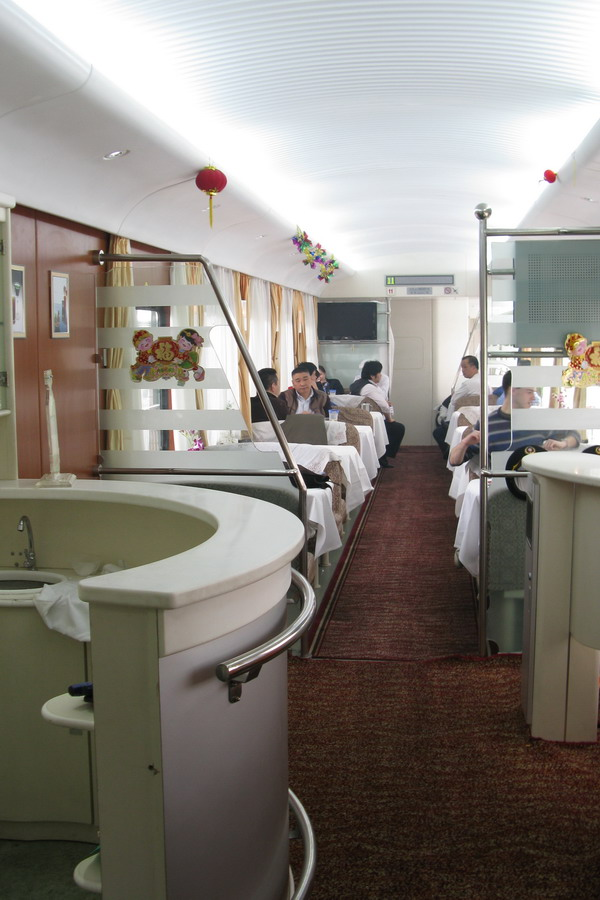
沪九直通车25T型餐车车廂
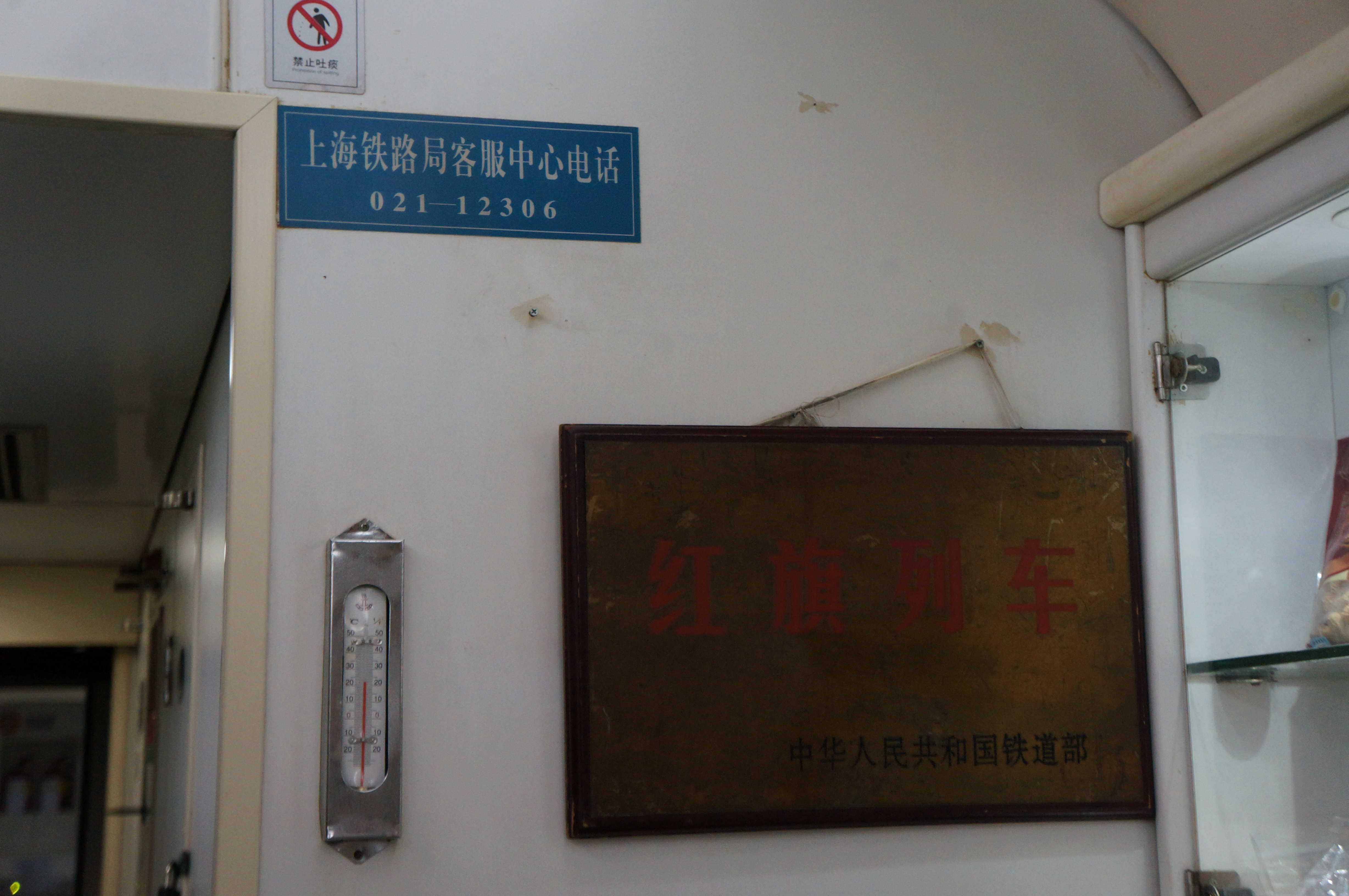
沪九直通车餐车内的“红旗列车”牌匾

## 机车交路
1997年至2007年12月期間，滬九直通車使用25K型客车，由於25K型客车不兼容电力機車的DC600V供電模式，故設有空调發電車。自2008年1月1日起，列車改用25T型新型直供电車底運行，並改用韶山8型及韶山9G型电力机车（九廣鐵路以外）牽引；2017年起，香港红磡 ↔ 广州东区间以外的路段全面改用和諧1D型電力機車牽引。

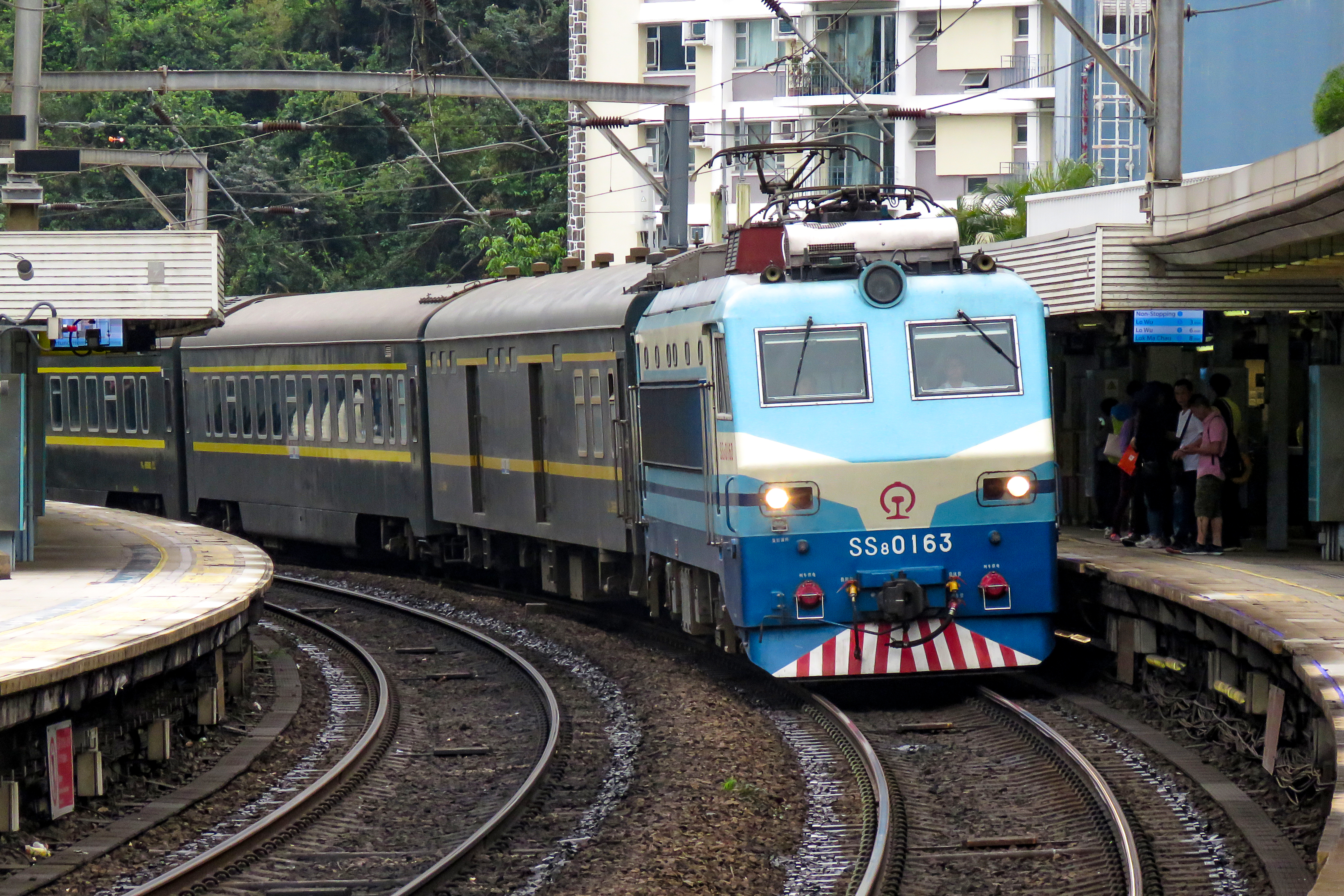
配属廣州机务段的韶山8型电力机车第0163号牵引Z100次列车通过大學站

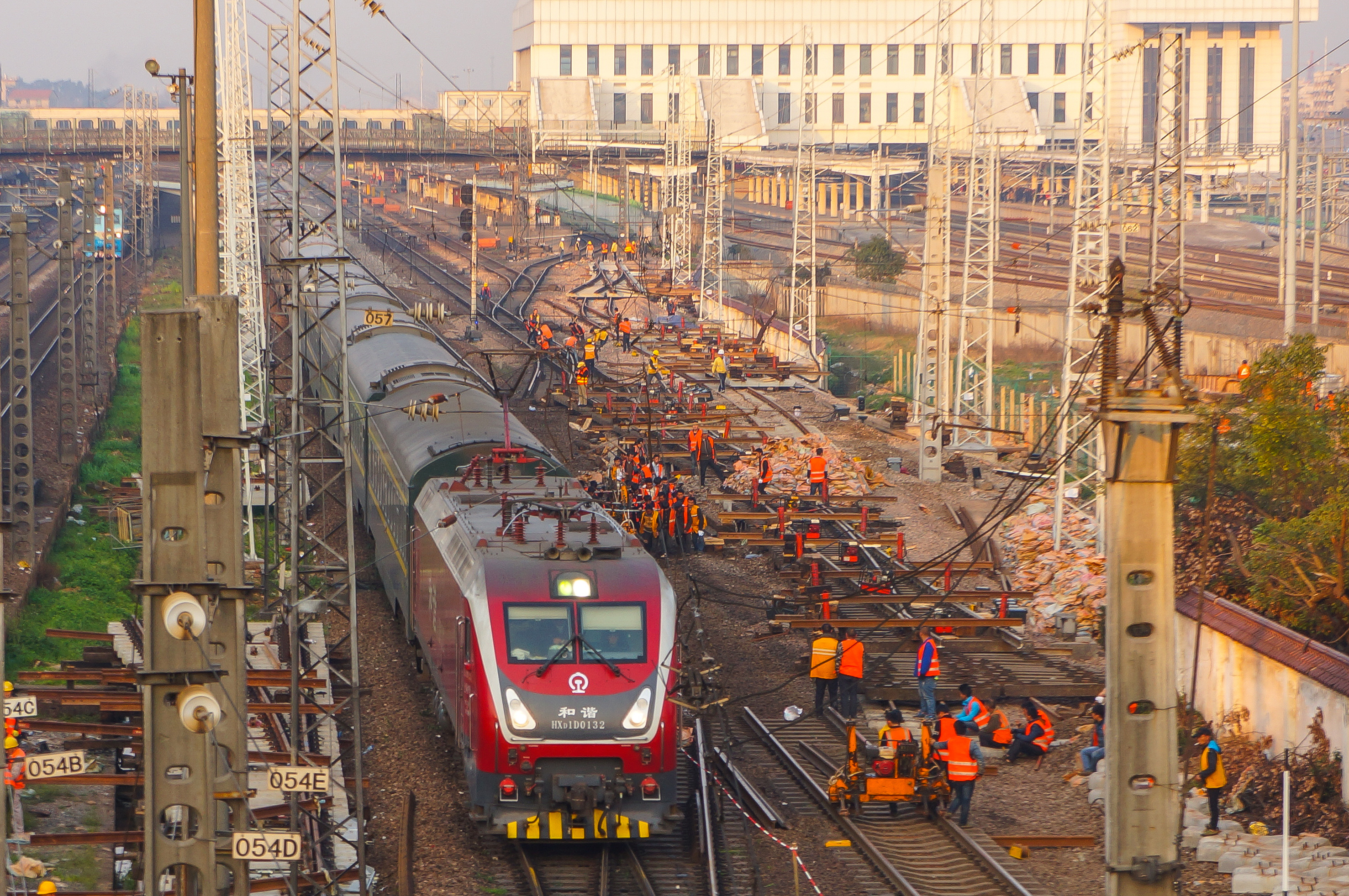
2017年3月金华站改造期间，配属上海机务段(沪)的和諧1D型电力机车第0132号牵引Z100次列车通过金华站

| 车站区段       | 九龙（红磡）↔ 广州东      | 广州东 ↔ 韶关             | 韶关 ↔ 郴州                                | 郴州 ↔ 株洲                              | 株洲 ↔ 向塘                                 | 向塘 ↔ 金华西                               | 金华西 ↔ 上海                                                 |
| 担当机车和配属 | 东风11型柴油机车 广铁深段 | 东风4B型柴油机车 广铁广段 | 韶山1型电力机车 / 韶山8型电力机车 广铁韶段 | 东风4B型柴油机车／ND2型柴油机车 广铁株段 | 东风4B型柴油机车／东风4D型柴油机车 南局向段 | 东风4B型柴油机车／东风4D型柴油机车 南局向段 | 东风4B型柴油机车／东风4D型柴油机车／东风11型柴油机车 上局沪段 |

| 车站区段       | 九龙（红磡）↔ 广州东                  | 广州东 ↔ 株洲                                         | 株洲 ↔ 向塘               | 向塘 ↔ 金华西             | 金华西 ↔ 上海             |
| 担当机车和配属 | 东风11型柴油机车 广铁广段（广铁广段） | 韶山8型电力机车／韶山9型电力机车 广铁广段（广铁株段） | 东风4D型柴油机车 南局向段 | 东风4D型柴油机车 南局向段 | 东风11型柴油机车 上局沪段 |

沪九直通车机车交路（2017年7月1日開始）
| 车站区段       | 香港红磡 ↔ 广州东 | 广州东 ↔ 株洲                                  | 株洲 ↔ 上海                                                             |
| 担当机车和配属 | 韶山8型电力机车（指定十台已安裝AWS的機車） 广铁广段 广州司机，一正一或二副（香港红磡 ↔ 罗湖由港鐵领航員带道，不操作列车） | 和諧1D型电力机车 广铁广段 广州司机，單司機值乘 | 和諧1D型电力机车 上局沪段 鷹潭/上海司机在鹰潭轮乘，各區間內單司機值乘。 |

## 運行模式
- 上海站設有边检及海關後，取消東莞站停站，旅客在上海站辦理出入境手續。由于在上海站办理了出境手续，意味着车上旅客已离境，因此来往香港的车厢会采用口岸管制的方式进行封闭管理，旅客不能在中途站上下车。沪港直通车开通以来，截止2009年8月底，上海铁路边检站共检查了出入境列车2000余车次，出入境人员57万人次；查获各类违法违规案件600多起，并成功破获外国人持假证入国境案[41]。
- 沪九直通车停靠金华站时，进港车厢周围的站台区域为警戒隔离区，有铁路金华车站公安派出所巡逻[42]。
- 2019年3月1日前，滬九直通車车票预售期为六十天，自2019年3月1日起，直通车车票预售期改为30天^ 。[43]
- 为了区别进港直通车（上海-九龙）和内地运行（上海-广州东）的Z99次票额，在中国铁路客票发售和预订（TRS）系统中，为了区别Z99次列车进港/内地票额，对进港的沪九直通车车次以“P”代替“Z”，变成“P99”（P是虚拟车次，另有W、V等虚拟车次字头）。但在实际行车中车次仍然是Z99。在售票时售票员直接输入P99即可直接销售沪九直通车车票。

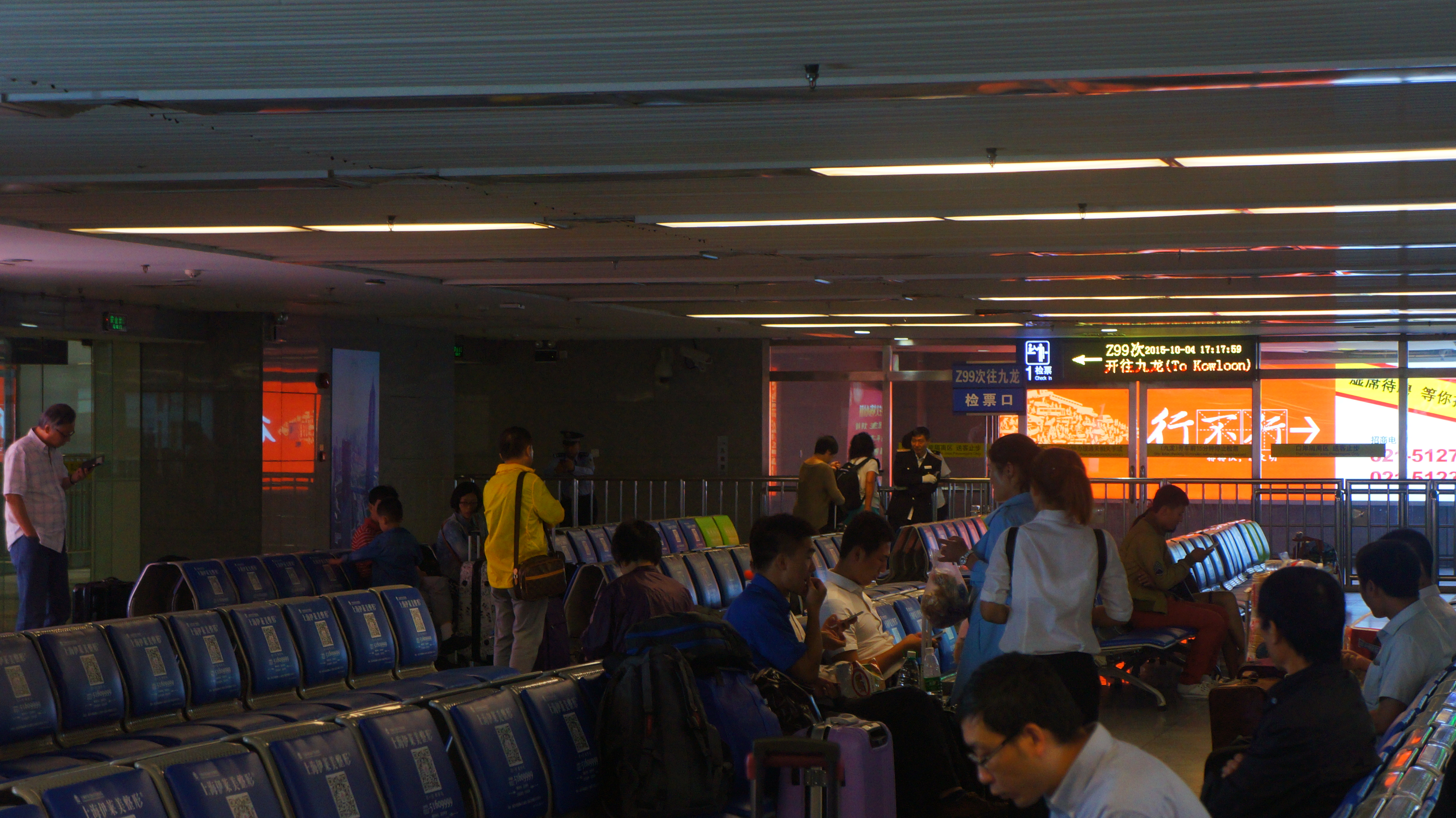
只有Z99次列车使用的上海站1号候车室，检票后将接受海关查验和边防检查
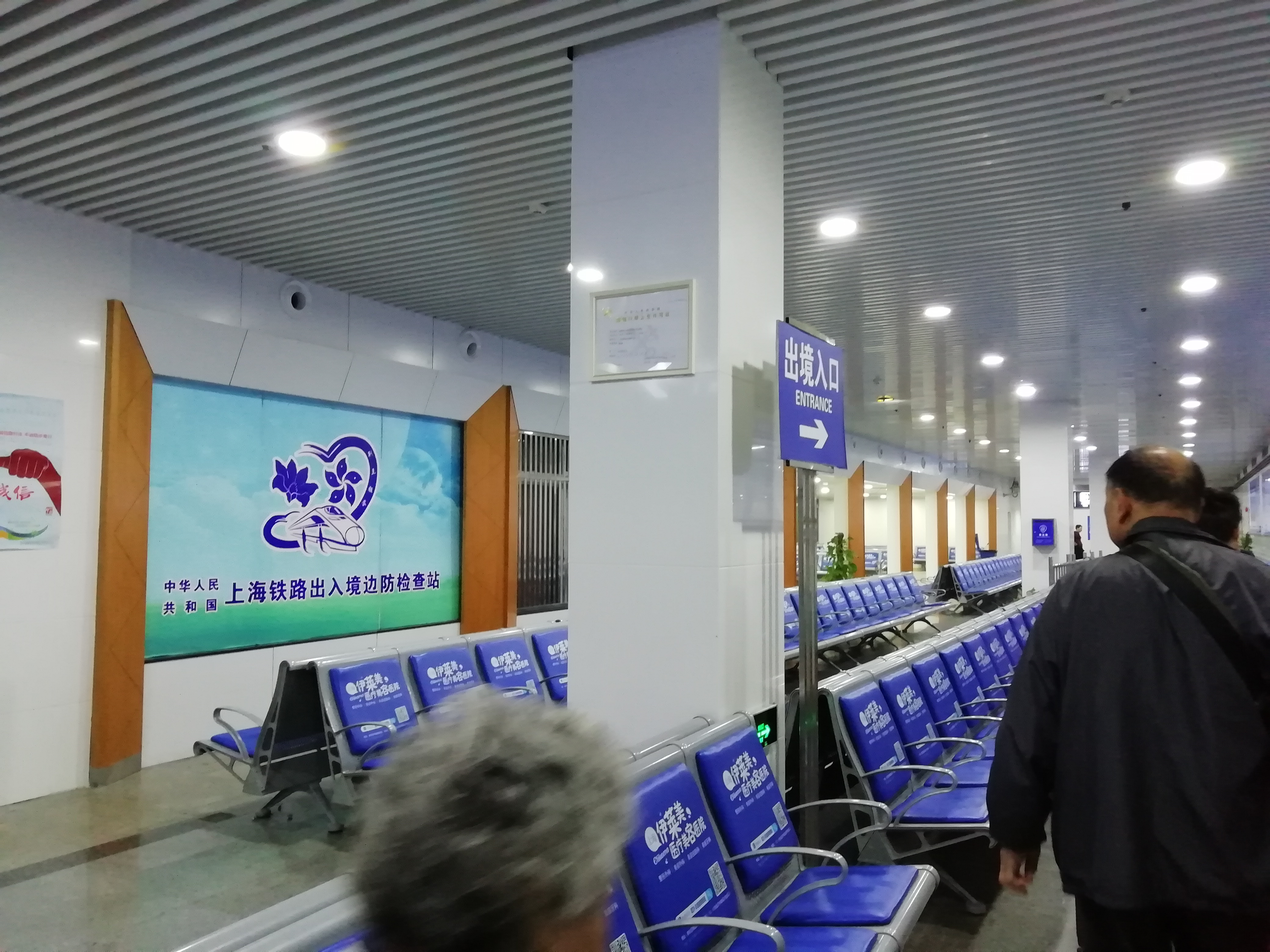
清关后的出境旅客候车室
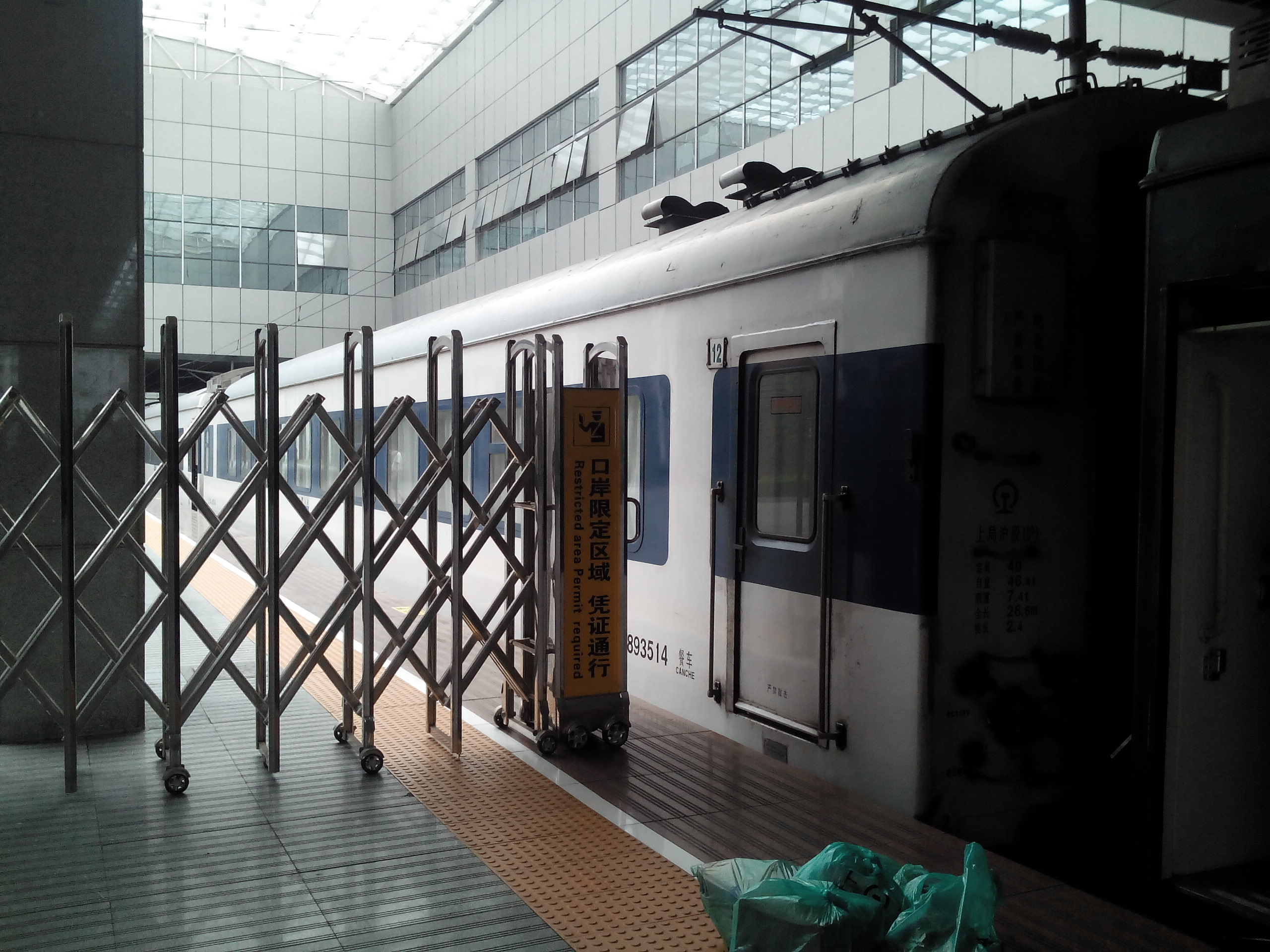
上海站的1号站台使用活动栅栏将进港车厢和境内车厢隔离
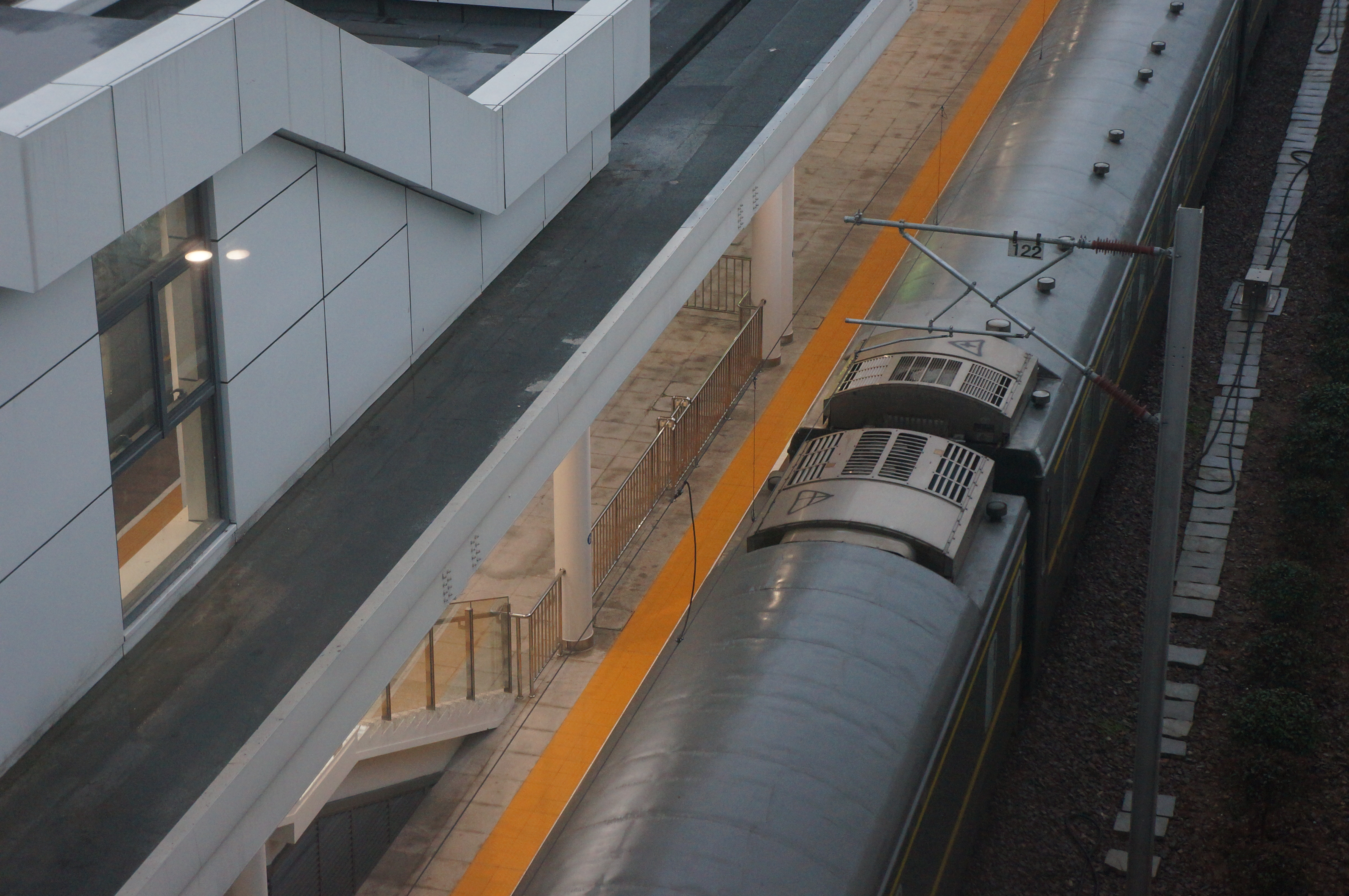
Z100次列车停靠金华站时站台上采取的管制措施

## 时刻表

### 现时时刻
数据截至2025年7月1日。
| Z99次 | Z99次  | Z99次 | Z99次 | 停靠站   | Z100次 | Z100次 | Z100次 | Z100次 |
| 里程  | 天數   | 到點  | 開點  | 停靠站   | 到點   | 開點   | 天數   | 里程   |
| ----- | ------ | ----- | ----- | -------- | ------ | ------ | ------ | ------ |
| 0     | 當天   | —     | 17:19 | 上海     | 10:46  | —      | 第二天 | 1805   |
| 218   | 當天   | 19:26 | 19:29 | 杭州南   | 08:41  | 08:44  | 第二天 | 1587   |
| 390   | 當天   | 20:40 | 20:46 | 金華     | 07:24  | 07:30  | 第二天 | 1415   |
| 1805  | 第二天 | 09:45 | —     | 广州白云 | —      | 18:14  | 當天   | 0      |

### 历史时刻
| T99次 | T99次 | 停靠站 | T100次 | T100次 |
| 到点  | 开点  | 停靠站 | 到点   | 开点   |
| ----- | ----- | ------ | ------ | ------ |
| —     | 18:20 | 上海   | 10:08  | —      |
| 21:04 | 21:08 | 金华西 | 06:55  | 06:59  |
| 03:05 | 03:16 | 株洲   | 00:53  | 01:11  |
| 10:52 | 11:04 | 广州东 | 17:16  | 18:12  |
| 13:01 | —     | 九龙   | —      | 15:16  |

| K99次 | K99次 | 停靠站 | K100次 | K100次 |
| 到点  | 开点  | 停靠站 | 到点   | 开点   |
| ----- | ----- | ------ | ------ | ------ |
| —     | 10:24 | 上海   | 16:38  | —      |
| 15:04 | 15:12 | 金华西 | 11:31  | 11:39  |
| ↓     | ↓     | 向塘   | 04:45  | 04:53  |
| 03:48 | 04:00 | 株洲   | 23:45  | 23:55  |
| 10:51 | 11:33 | 广州东 | 16:37  | 17:11  |
| 13:10 | —     | 九龙   | —      | 15:00  |

| K99次 | K99次 | 停靠站 | K100次 | K100次 |
| 到点  | 开点  | 停靠站 | 到点   | 开点   |
| ----- | ----- | ------ | ------ | ------ |
| —     | 09:40 | 上海   | 18:35  | —      |
| 11:40 | 11:48 | 杭州东 | 16:27  | 16:35  |
| 14:10 | 14:18 | 金华西 | 13:57  | 14:05  |
| 18:38 | 18:48 | 鹰潭   | 09:17  | 09:27  |
| 21:18 | 21:27 | 向塘   | 07:44  | 07:53  |
| 01:17 | 01:25 | 株洲   | 02:47  | 02:55  |
| 02:53 | 03:01 | 衡阳   | 01:11  | 01:19  |
| 04:40 | 04:48 | 郴州   | 23:24  | 23:32  |
| 06:34 | 06:42 | 韶关   | 21:32  | 21:40  |
| 09:09 | 10:10 | 广州东 | 18:00  | 19:04  |
| 10:52 | 11:57 | 常平   | 16:14  | —      |
| 13:10 | —     | 九龙   | —      | 15:00  |

| 99次  | 99次  | 停靠站 | 100次 | 100次 |
| 到点  | 开点  | 停靠站 | 到点  | 开点  |
| ----- | ----- | ------ | ----- | ----- |
| —     | 09:19 | 上海   | 19:10 | —     |
| 11:19 | 11:29 | 杭州东 | 16:59 | 17:10 |
| 14:06 | 14:14 | 金华西 | 14:08 | 14:16 |
| 18:40 | 18:50 | 鹰潭   | 09:41 | 09:49 |
| 20:17 | 20:27 | 向塘   | 07:59 | 08:09 |
| 01:15 | 01:23 | 株洲   | 02:47 | 02:59 |
| 02:47 | 02:55 | 衡阳   | 01:16 | 01:24 |
| 04:32 | 04:40 | 郴州   | 23:31 | 23:39 |
| 06:34 | 06:42 | 韶关   | 21:29 | 21:37 |
| 09:01 | 09:06 | 广州   | 19:05 | 19:10 |
| 09:17 | 10:10 | 广州东 | 18:00 | 18:54 |
| 10:52 | 11:57 | 常平   | 16:14 | 17:19 |
| 13:10 | —     | 九龙   | —     | 15:00 |

## 票价

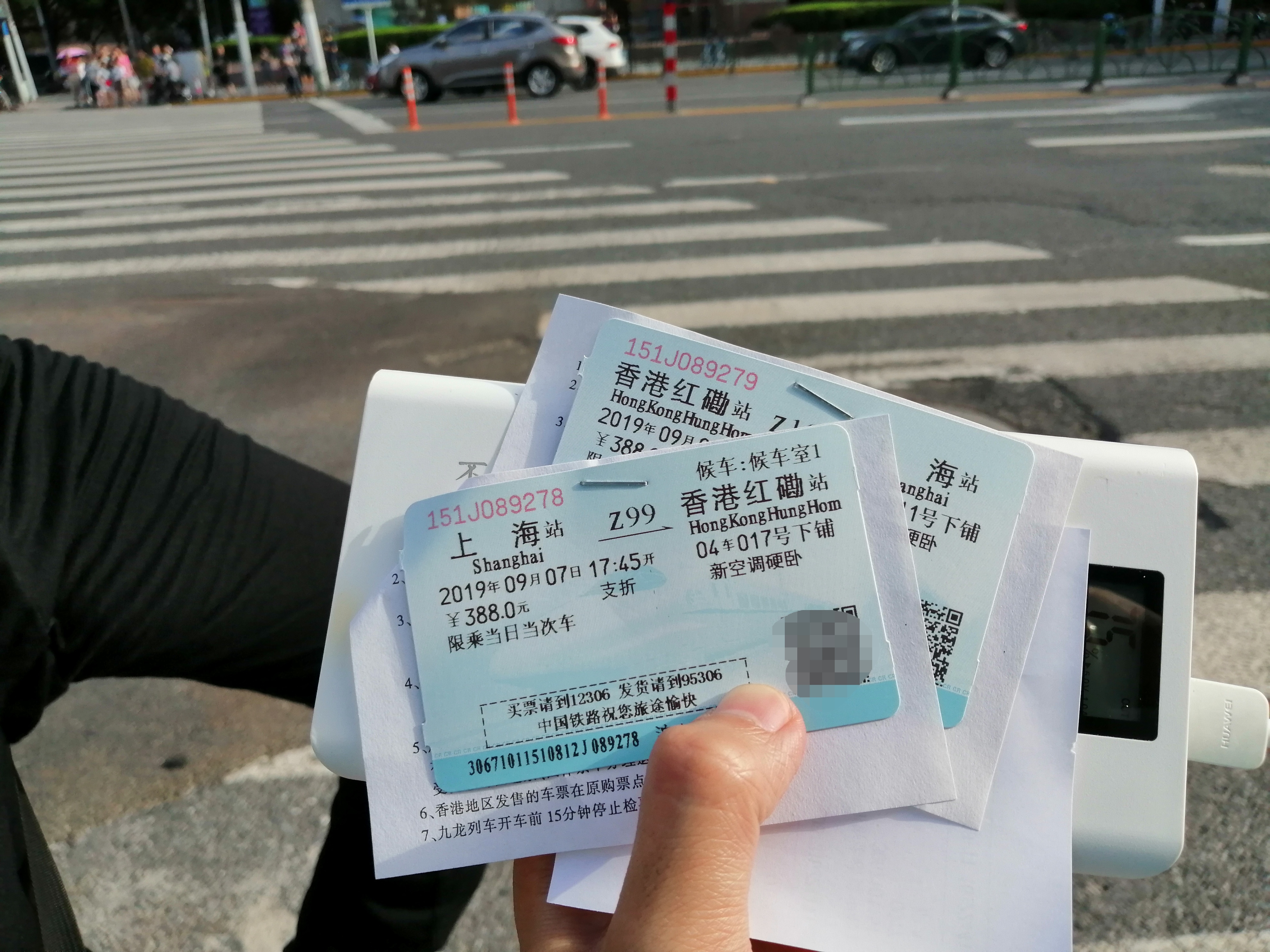
由上海站售出的滬九直通车车票（摄于九龙站更名为香港红磡站之后）

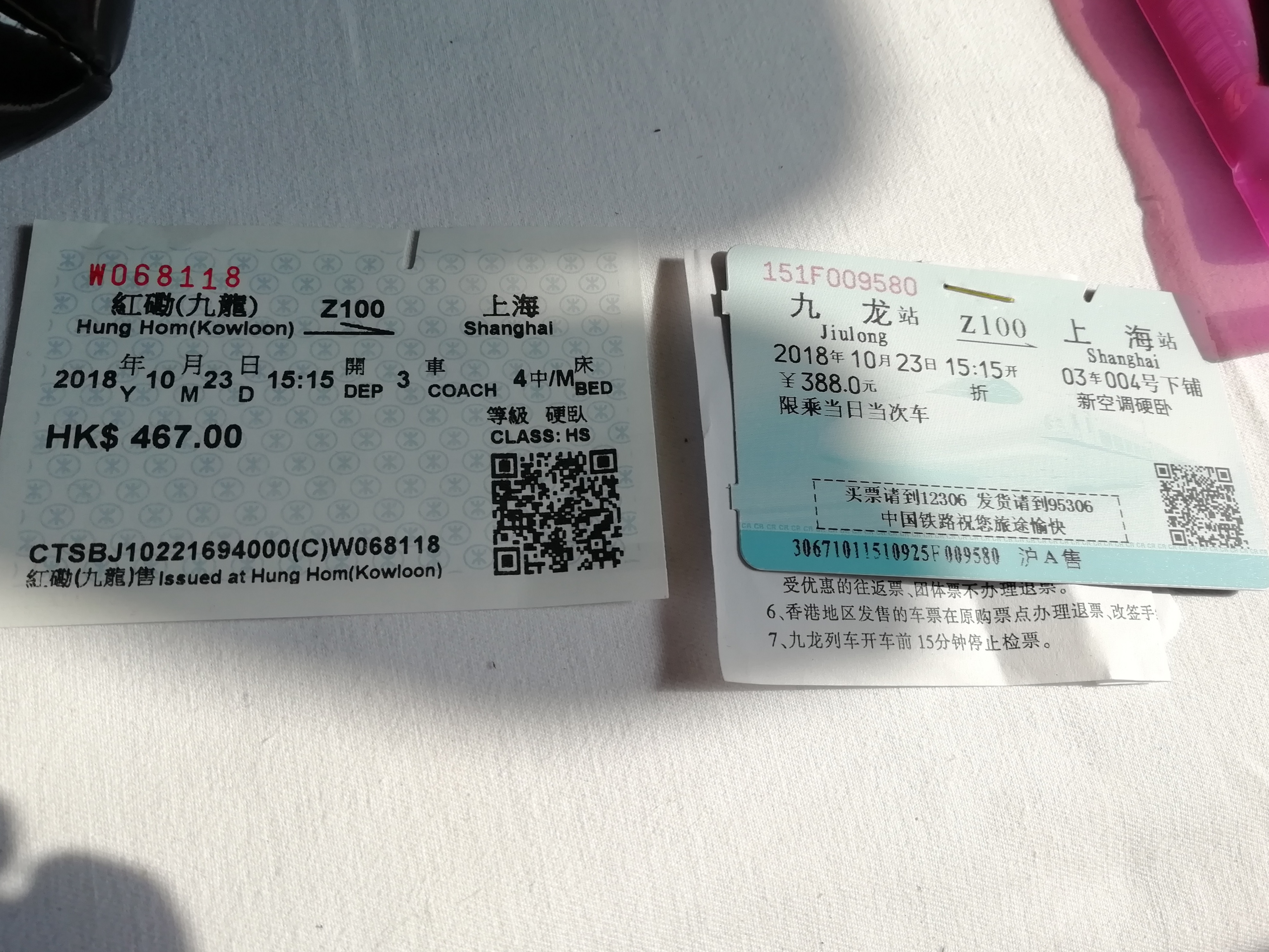
香港售出的Z100次车票（左）与上海售出的Z100次车票（右）对比

### 沪九直通车时期
人民币票价
- 硬卧（中铺）：￥422
- 硬座/无座（仅限境内段）：￥224

港币票价（成人）
- 高包：$1039
- 软卧：$825
- 硬臥：下铺$530、中铺$519、上铺$508

港币票价（儿童）
- 高包：$680
- 软卧：$527
- 硬臥：下铺$342、中铺$331、上铺$320

港幣（優惠價，以9折發售）（兒童）
- 硬臥：下鋪$308、中鋪$208、上鋪$288
- 軟臥：$474
- 高級軟臥（高包）：$612

港幣（優惠價，以9折發售）（成人）
- 硬臥：下鋪$477、中鋪$467、上鋪$457
- 軟臥：$743
- 高級軟臥（高包）：$935

### 现行票价
人民币票价
- 硬座/无座：￥206

- 硬卧：下铺￥377、中铺￥365、上铺￥353
- 软卧：下铺￥668、上铺￥640
- 高软：下铺￥1077、上铺￥1029

## 外部連結
- 港鐵公司 - 城際客運服務 （页面存档备份，存于）
- . 上局上海客运段. 2018-09-22.